# Vagney
Vagney là một xã ở tỉnh Vosges, tổng Saulxures-sur-Moselotte, trong vùng Grand Est. Vagney có diện tích 24,91 km2, dân số năm 1999 là 3793 người. Xã này nằm ở khu vực có độ cao từ 396–860 m trên mực nước biển. Người dân địa phương danh xưng tiếng Pháp là Voinrauds.

## Biến động dân số
| Năm | 1962  | 1968  | 1975  | 1982  | 1990  | 1999  | 2004  |
| --- | ----- | ----- | ----- | ----- | ----- | ----- | ----- |
| Dân số | 2 794 | 2 845 | 3 248 | 3 522 | 3 772 | 3 793 | 3 845 |
| From the year 1962 on: No double counting—residents of multiple communes (e.g. students and military personnel) are counted only once. |       |       |       |       |       |       |       |